# Otakar Černý (novinář)
Otakar Černý (10. září 1943 Kladno – 16. února 2021) byl český televizní moderátor, novinář a sportovní publicista.

## Život
Vystudoval učitelství matematiky a fyziky Pedagogickou fakultu Univerzity Karlovy, oba předměty poté dvacet let učil na učilišti v Kladně. Od roku 1969 pracoval v Československé a posléze v České televizi. V letech 1969–1989 pracoval jako externí člen Redakce sportu, práci se mohl věnovat pouze externě z kádrových důvodů, neboť během základní vojenské služby podepsal rezoluci na podporu Alexandra Dubčeka a proti vstupu spojeneckých vojsk. V roce 1971 vyhrál konkurz do ČST, ovšem odmítl vstoupit do KSČ, a proto i nadále působil jako externista. V roce 1989 se stal interním členem Redakce zpravodajství, kterou také vedl. V letech 1989–1997 moderoval politické diskusní pořady Debata a Co týden dal, kde proslul mimo jiné otázkou „A co na to občan?“.
V roce 1998 po odvolání Iva Mathého z pozice generálního ředitele ČT odešel rovněž a začal se věnovat komentování v denním tisku. V letech 2000–2002 dělal tiskového mluvčího ministru zdravotnictví Bohumilu Fišerovi. V roce 2002 se vrátil do České televize a působil jako šéfredaktor Redakce sportu, podílel se na spuštění samostatného sportovního kanálu ČT sport. V letech 2008–2013 moderoval sportovní diskusní pořad Na slovíčko. V březnu 2013 odešel do důchodu.
Osm let do roku 2011 působil v Komisi rozhodčích Fotbalové asociace České republiky.
Byl ženatý, s manželkou Milenou měl dvě děti – syna Otakara a dceru Terezu.

## Publikace
- Co týden (ne)dal, se Zuzanou Bubílkovou, 1993
- Díky, na viděnou!: vysoká politika očima televizního moderátora, 1998
- Brankám bylo padesát, aneb, Díky táto : Kladno, Praha a okolí 1969-2006, 2007
- Třikrát a dost, 2013
- Divadlo na Kladně, 2018
- Sport na Kladně, 2020